# Kvindesind Mandsmod - en fortælling fra Irak
Kvindesind Mandsmod - en fortælling fra Irak er en dansk dokumentarfilm fra 2008, der er instrueret af Katja Hemming Hansen.

## Handling
Diktatoren Saddam Hussein er netop faldet, og Irak er i undtagelsestilstand, på kanten af kaos. Alligevel rejser en ung dansk kvinde, Lone Bendixen, ind i den kurdiske del af landet med ét brændende ønske: at gøre noget for de mange børn, der dagligt må arbejde på gaden for at forsørge familien. Filmen handler om mod, vilje og troen på, at man kan, hvad man vil. Også selvom man har alle odds imod sig.